# Rápolt (keresztnév)
A Rápolt a germán eredetű Ratbold névnek a régi magyar formája, jelentése tanács(adó) + merész.

## Gyakorisága
Az 1990-es években szórványos név, a 2000-es években nem szerepel a 100 leggyakoribb férfinév között.

## Névnapok
- november 29.[2]

## Egyéb
- Rápolt, Szabolcs-Szatmár-Bereg vármegye
- Nagyrápolt, Románia